# Carambolage (Peter-Maffay-Album)
Carambolage ist das elfte Studioalbum des deutschen Rockmusikers Peter Maffay. Es wurde im Jahre 1984 veröffentlicht.

## Veröffentlichungen
Das Album wurde auf LP und CD im Jahr 1984 in Deutschland veröffentlicht. Unter den internationalen Veröffentlichungen ist auch eine in Japan. Im Jahr 2006 kam es als Teil der „Audiothek Box“ mit drei Bonus-Tracks heraus (Deutschland und Österreich).

## Musikstil und Texte
Der Musikstil ist Rock/Pop-Rock. Die Texte drehen sich um gesellschaftliche und politische Themen der Zeit: Gier und Konsum („Herzinfarkt“), Außenseiter der Gesellschaft („Diesmal hat er sich gewehrt“, „Das Paradies ist nur geliehen“), Liebeskummer („Tausend Träume weit“), ein Kommentar zu weltpolitischen Lage des Jahres 1984 („Wenn die Stummen reden würden“), Freiheit („Schatten in die Haut tätowiert“, „Wo ich nie war“, „Karneval der Nacht“), die Suche nach sich selbst („Carambolage“, „Draußen ist es heiß“) und eine Metapher auf die deutsche Geschichte („War ein Land“).

## Coverartwork
Auf dem Cover präsentiert Peter Maffay sich mit Vollbart und dunkler Sonnenbrille.

## Erfolg
Das Album kam auf Platz 1 in Deutschland und Platz 6 in der Schweiz und wurde innerhalb von kürzester Zeit mit einer Platin-Schallplatte für 500.000 verkaufter Schallplatten ausgezeichnet. Außerdem brachte das Album mit Karneval der Nacht (Platz 50 in Deutschland) einen weiteren Hit hervor.

## Besetzung
Peter Maffay (Gesang, Gitarre), Frank Diez (Gitarre), Johan Daansen (Gitarre), Jean-Jacques Kravetz (Piano, Keyboards), Thomas Glanz (Keyboards), Steffi Stephan (Bass), Eddie Taylor (Saxophon), Bertram Engel (Schlagzeug) und Nippy Noya (Percussion).

## Titelliste
Im Folgenden sind die Titel des Albums in ihrer Reihenfolge gelistet, in Klammern steht der jeweilige Autor:
1. Schatten in die Haut tätowiert (Peter Maffay, Bernd Meinunger) – 2:58
2. Draußen ist es wirklich heiß (Peter Maffay, Bernd Meinunger) – 3:11
3. Das Paradies ist nur gelieh’n (Peter Maffay, Bernd Meinunger) – 3:20
4. Wenn die Stummen reden würden (Peter Maffay, Bernd Meinunger) – 4:07
5. Herzinfarkt (Peter Maffay, Bernd Meinunger) – 2:51
6. Carambolage (Bernd Meinunger, Frank Diez) – 3:52
7. Tausend Träume weit (Peter Maffay, Bernd Meinunger) – 5:04
8. Wo ich nie war (Peter Maffay, Bernd Meinunger) – 4:13
9. Karneval der Nacht (Peter Maffay, Bernd Meinunger) – 4:36
10. Diesmal hat er sich gewehrt (Bernd Meinunger, Jean-Jacques Kravetz) – 5:00
11. War ein Land (Rolf Zuckowski, Bernd Meinunger, Amanda McBroom) – 4:14
12. Ich Glaub Ich Träume () – 3:39 (vom Album „Wie Feuer und Eis – RockSongs“, 1999)
13. Victims Of The Night (Peter Maffay, Bernd Meinunger) – 4:43 (Englische Version von Karneval Der Nacht) (vom Album Der Weg – 1980–1993, 1984)
14. Audiothek Interview () – 12:26